# Двориште Виводинско
Двориште Виводинско (хрв. Dvorište Vivodinsko) је насељено место у саставу града Озља, Карловачка жупанија, Хрватска.

## Историја
До територијалне реорганизације у Хрватској било је у саставу старе општине Озаљ.

## Становништво
У попису становништва из 2011. године, Двориште Виводинско је имало 27 становника.
| Број становника према пописима | Број становника према пописима | Број становника према пописима | Број становника према пописима | Број становника према пописима | Број становника према пописима | Број становника према пописима | Број становника према пописима | Број становника према пописима | Број становника према пописима | Број становника према пописима | Број становника према пописима | Број становника према пописима | Број становника према пописима | Број становника према пописима | Број становника према пописима |
| ------------------------------ | ------------------------------ | ------------------------------ | ------------------------------ | ------------------------------ | ------------------------------ | ------------------------------ | ------------------------------ | ------------------------------ | ------------------------------ | ------------------------------ | ------------------------------ | ------------------------------ | ------------------------------ | ------------------------------ | ------------------------------ |
| 1857                           | 1869                           | 1880                           | 1890                           | 1900                           | 1910                           | 1921                           | 1931                           | 1948                           | 1953                           | 1961                           | 1971                           | 1981                           | 1991                           | 2001                           | 2011                           |
| 100                            | 116                            | 130                            | 148                            | 138                            | 126                            | 113                            | 129                            | 149                            | 136                            | 113                            | 120                            | 60                             | 78                             | 42                             | 27                             |

Напомена: До 1900. исказивано под именом Дворишће, а од 1910. до 1991. године под именом Дворишће Виводинско.